# Émile Weill-Mallez
Pour les articles homonymes, voir Mallez.
Émile Weil, né le 1er janvier 1833 à Valenciennes (Nord) et mort le 19 mars 1904 à Marly (Nord), est un homme politique français.

## Biographie
Industriel dans le textile, il est président de la chambre de commerce de Valenciennes, président de la société d'horticulture et administrateur de la succursale de la Banque de France à Valenciennes. Maire de Marly, Conseiller général du Nord, il est député de la 1re circonscription de Valenciennes de 1893 à 1902, siégeant chez les républicains. Par son mariage avec Anna Mallez, il est le beau-frère d'Hector Sirot-Mallez, député du Nord, époux d'Anaïs Mallez.

## Distinctions
- Chevalier de la Légion d'honneur par décret du 29 décembre 1885[2].

## Sources
- « Émile Weill-Mallez », dans le Dictionnaire des parlementaires français (1889-1940), sous la direction de Jean Jolly, PUF, 1960 [détail de l’édition]